# Frisens park
Le Frisens park est un parc public situé dans le quartier de Djurgården à Stockholm en Suède.

## Description
Le parc Fris est un espace vert au sud de Djurgården dans la zone entre Waldemarsudde et Biskopsudden jusqu'à Djurgårdsvägen.
Le parc est le plus ancien et le plus grand, construit au milieu du XVIIIème siècle au sud de Djurgården, et porte le nom du grossiste Carl Magnus Fris qui l'a fait construire.
Le parc comprend une colline boisée et la prairie allongée au sud de Djurgårdsvägen jusqu'à Biskopsudden.

## Histoire
En 1759, Isak Kjerrman acheta le cap et y construisit une villa. La propriété s'appelait Bergsjölund et fut reprise dans les années 1770 par le lieutenant général baron Jakob Magnus Sprengtporten, l'un des hommes à l'origine du coup d'État de Gustave III en 1772.
Dès 1792, Carl Magnus Fris acquiert la zone jusqu'à Listonhill. Il possédait également Waldemarsudde. Sur le cap Biskopsudden, il a construit un grand parc qui porte son nom. Il a dépensé beaucoup d’argent pour embellir la zone, qui était négligée. En plantant, entre autres, une avenue et des promenades sur la colline au nord de la Villa Kvikkjokk, il a créé un parc d'agrément considéré comme le plus beau de tout Djurgården. Plus tard, Charles XIV Jean projeta d'y faire construire un palais de plaisance et, à la fin du XIXe siècle, il fut envisagé d'implanter un parc d'attractions et un jardin zoologique dans la zone. Il y a même eu l’idée de construire le Musée nordique dans le parc, mais aucun projet n’a abouti.
Sur la longue prairie au sud de Djurgårdsvägen, l'Exposition d'art industriel s'est tenue en 1909, qui faisait suite à l'Exposition générale d'art et d'industrie de Stockholm de 1897. Aujourd'hui, seule la Villa Bergsjölund subsiste de l'époque de l'exposition. Depuis le milieu des années 1990, la prairie est utilisée pour diverses activités en lien avec le Gärdesloppet.
S'appuyant sur les sources historiques, l'Administration royale de Djurgården a lancé un projet de restauration du parc en 2021. Une première étude archéologique horticole a été réalisée dans la partie sud du parc, confirmant globalement la description de la carte de 1777.
L'étang comblé a ensuite été soigneusement creusé et les anciens sentiers ont été localisés grâce à des fouilles.
L'étude archéologique horticole a confirmé que le parc Frisen, l'un des premiers parcs à l'anglaise de Suède, est extrêmement bien préservé et que de nombreux éléments historiques sont encore visibles aujourd'hui. Ces nouvelles connaissances ont servi de base à un projet de restauration élaboré en étroite collaboration entre l'Administration royale de Djurgården, des archéologues et des architectes paysagistes.

## Galerie

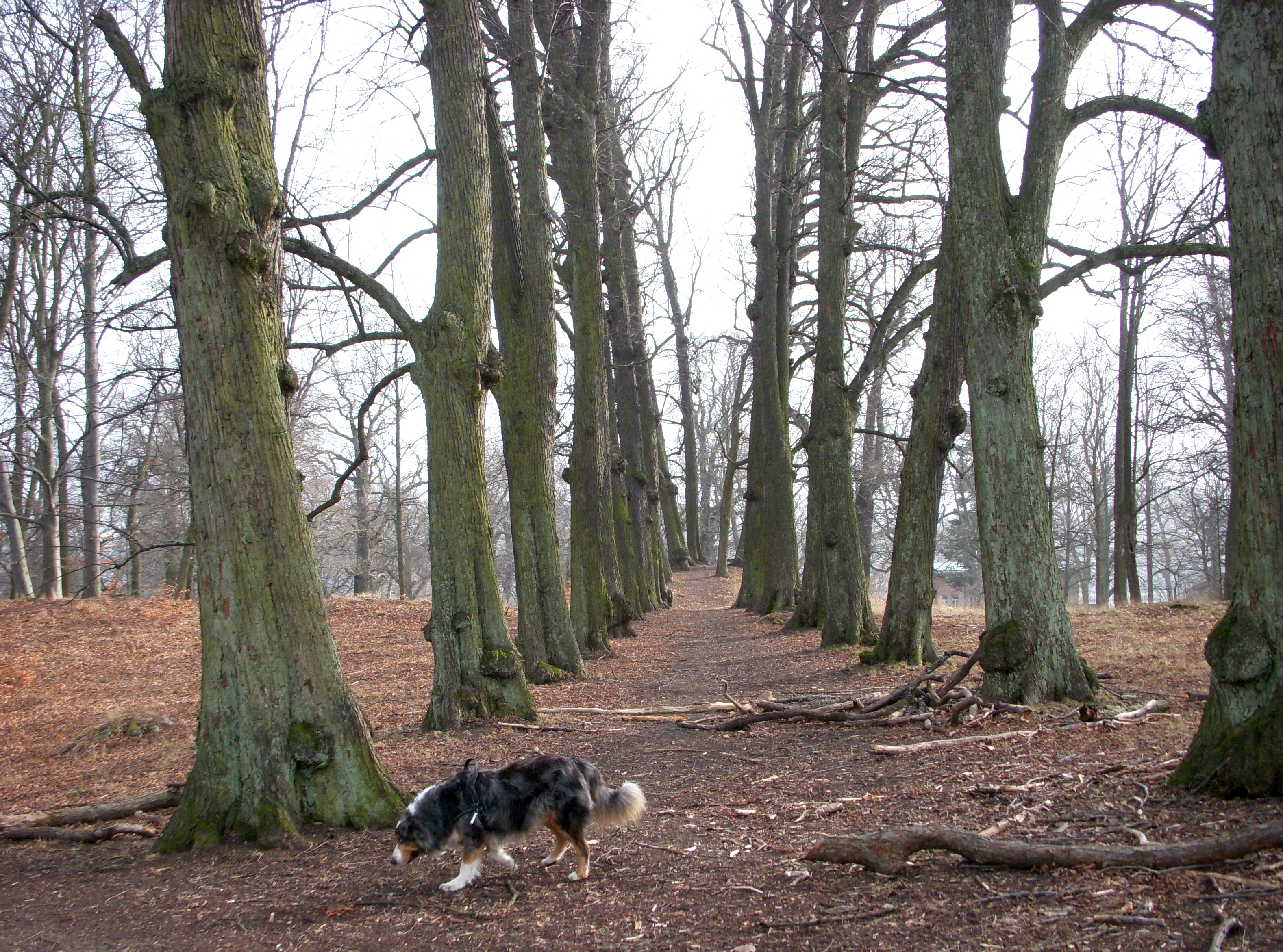
Avenue et promenade plantées dans le parc Frisens au nord de la Villa Kvikkjokk.
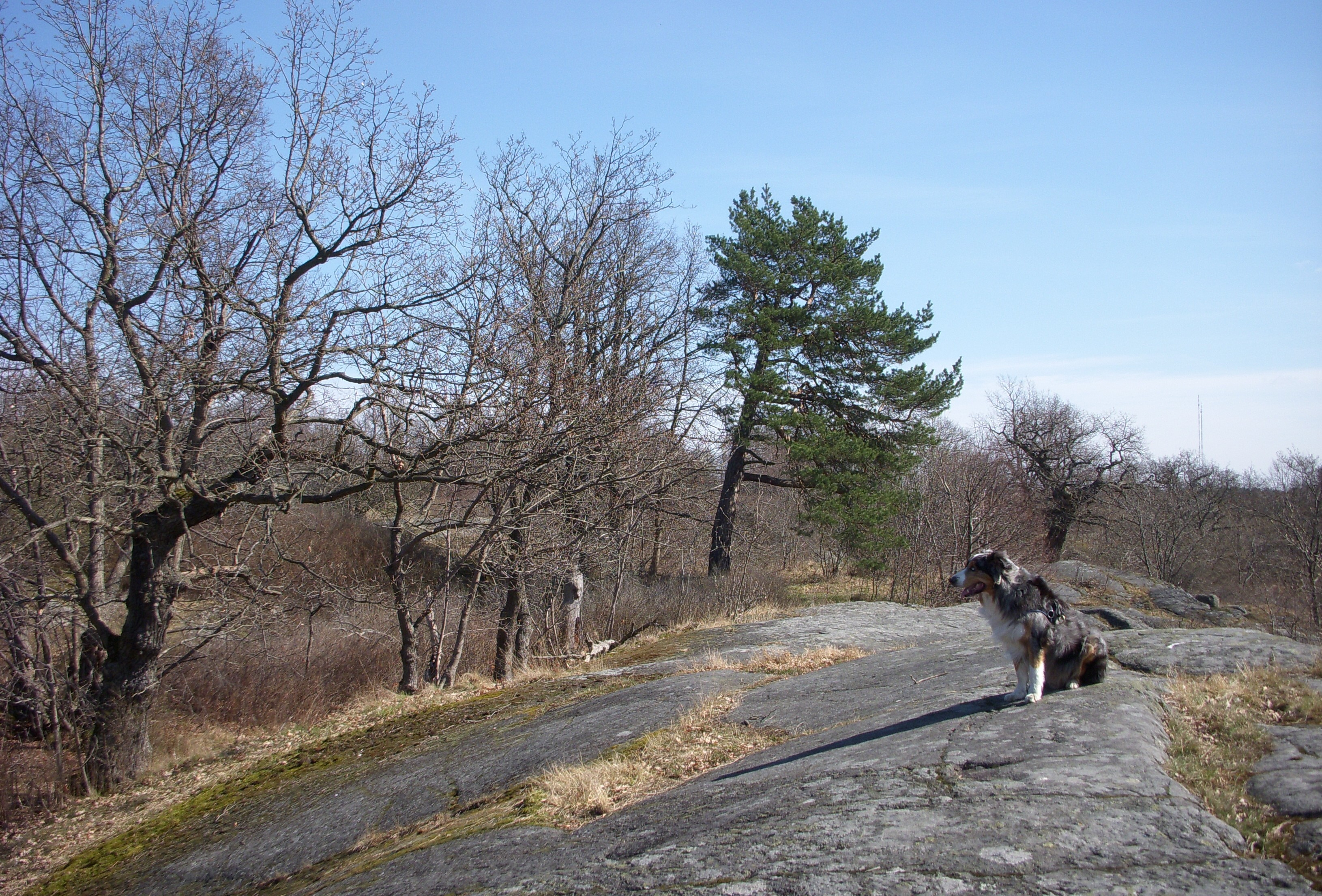
Depuis la colline avec ses pins et ses chênes, vue sur le sud de Djurgården..
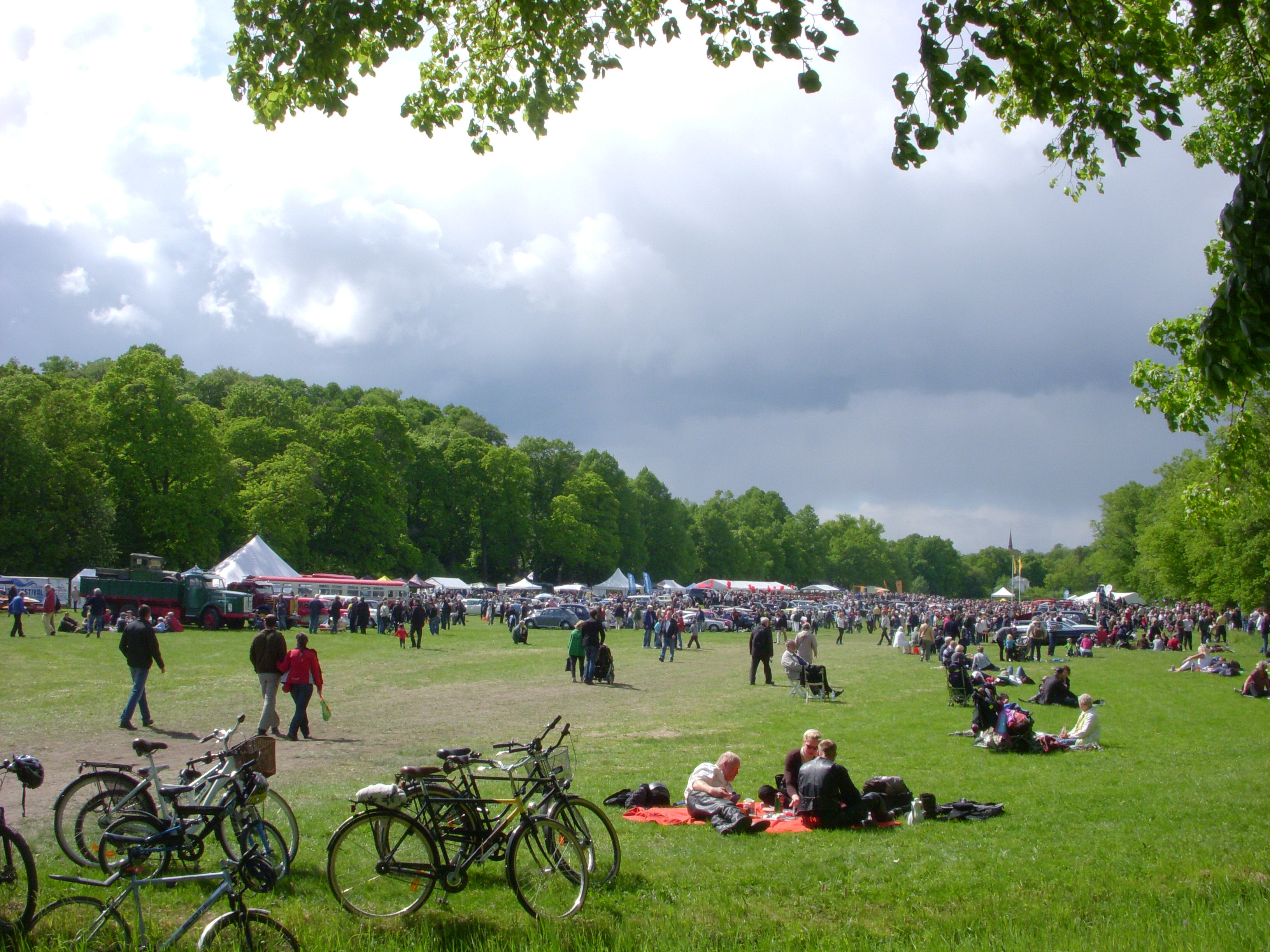
Salon de voitures anciennes Gärdesloppet, 2011.